# Soudal Classics 2012-2013
De Soudal Classics 2012-2013 is het 4e seizoen van een serie overkoepelende wedstrijden in het veldrijden. In de Soudal Classics worden er geen punten gegeven, noch is er een algemeen klassement of algehele eindwinnaar. 

## Erelijst

### Mannen
| Datum      | Wedstrijd                      | Cat. | Eerste        | Tweede        | Derde            |
| ---------- | ------------------------------ | ---- | ------------- | ------------- | ---------------- |
| 29/09/2012 | Grote Prijs Neerpelt, Neerpelt | C2   | Sven Nys      | Niels Albert  | Klaas Vantornout |
| 11/11/2012 | Jaarmarktcross Niel, Niel      | C2   | Niels Albert  | Bart Aernouts | Sven Nys         |
| 08/12/2012 | Scheldecross, Antwerpen        | C1   | Kevin Pauwels | Sven Nys      | Niels Albert     |
| 16/12/2012 | Cyclocross Leuven, Leuven      | C1   | Niels Albert  | Kevin Pauwels | Sven Nys         |
| 23/12/2012 | Citadelcross, Namen            | CDM  | Kevin Pauwels | Sven Nys      | Niels Albert     |

### Vrouwen
| Datum      | Wedstrijd                      | Cat. | Eerste            | Tweede          | Derde         |
| ---------- | ------------------------------ | ---- | ----------------- | --------------- | ------------- |
| 29/09/2012 | Grote Prijs Neerpelt, Neerpelt | C2   | Nikki Harris      | Pavla Havlikova | Sanne Cant    |
| 11/11/2012 | Jaarmarktcross Niel, Niel      | C2   | Nikki Harris      | Reza Hormes     | Ellen Van Loy |
| 08/12/2012 | Scheldecross, Antwerpen        | C1   | Katherine Compton | Nikki Harris    | Sanne Cant    |
| 16/12/2012 | Cyclocross Leuven, Leuven      | C1   | Sanne Cant        | Amy Dombroski   | Ellen Van Loy |
| 23/12/2012 | Citadelcross, Namen            | CDM  | Katie Compton     | Kateřina Nash   | Marianne Vos  |

Kampioenschappen:  Wereldkampioenschappen · 
 Europese kampioenschappen · 
 Belgische kampioenschappen · 
 Nederlandse kampioenschappen
Klassementen:  Wereldbeker · 
 Superprestige · 
 Bpost bank trofee ·
 TOI TOI Cup ·
 Challenge national
Overig:  Soudal Classics
2009-2010 · 
2010-2011 · 
2011-2012 · 
2012-2013 · 
2013-2014 · 
2014-2015 · 
2015-2016 · 
2016-2017 · 
2017-2018 ·
2018-2019 · 
2019-2020